# Souadjenrê Nebiryraou
Souadjenrê Nebiryraou Ier est roi de la XVIe dynastie.

## Attestations
Le roi est mentionné dans le Canon royal de Turin, à la position 12.4, dans lequel il est crédité d'un règne de vingt-six ans. Il est également présent dans la liste de Karnak, à la position 38. Il est mentionné sur deux sceaux provenant de Licht, alors probablement sous contrôle Hyksôs. Il est également connu par la Stèle juridique, un document administratif bien connu datant de la première année de son règne, aujourd'hui au Musée égyptien du Caire (JE 52453). S'y trouve également un poignard en cuivre (JE 33702) portant son nom de Nesout-bity, découvert par William Matthew Flinders Petrie dans un cimetière de Hu, à la fin des années 1890,. Souadjenrê Nebiryraou est également représenté avec la déesse Maât sur une petite stèle qui fait partie de la collection égyptienne située à Bonn.
Le nom de Nesout-bity du roi, Souadjenrê (avec les épithètes bon dieu et défunt), apparaît sur la base d'une statuette en bronze du dieu Harpocrate, actuellement au Caire (JE 38189), avec d'autres noms royaux, dont deux - Iâhmes et Binpou - qui appartiendraient aux princes de la XVIIe dynastie qui remplacerait la XVIe dynastie peu après. La statuette mentionne également un bon dieu Neferkarê, décédé, qui est généralement considéré comme le nom de Nesout-bity du prétendu fils et successeur de Souadjenrê Nebiryraou, Nebiryraou II. La statuette n'est cependant pas contemporaine, puisque le culte d'Harpocrate a été introduit durant la période ptolémaïque, soit environ 1 500 ans après que les personnes nommées sur la statuette aient vécu.

## Position chronologique
Si on se réfère au Canon royal de Turin, il devrait être le successeur de Sânkhenrê Montouhotepi et le prédécesseur de l'hypothétique Nebiryraou II, qui pourrait être son fils. Il aurait donc vécu au pendant la XVIe dynastie. Julien Siesse le met également à cette position. À l'inverse, Jürgen von Beckerath le place pendant la XVIIe dynastie, dans ce que certains appellent une vision longue de cette dynastie. On peut ajouter que la découverte de deux sceaux à son nom à Licht, alors sous contrôle direct ou indirect des Hyksôs, permet de penser qu'il y avait des relations diplomatiques entre ces derniers et les rois thébains de cette période.